# Котельникова, Анна Георгиевна
Анна Георгиевна Коте́льникова (1915—2004) — советская коми-пермяцкая актриса. Народная артистка РСФСР (1975). Лауреат Государственной премии РСФСР им. К. С. Станиславского (1983).

## Биография
Родилась 15 (28 ноября) 1915 года в крестьянской семье в деревне Верх-Мега (ныне Юсьвинский район, Пермский край).
В 1922—1929 годах училась в Юсьвинской школе. В 1930 году поступила в Кудымкаре в школу кройки и шитья. После закрытия школы её перевели в педучилище, где она проучилась один год. В 1931—1935 годах обучалась в национальной студии при драматическом театре Кудымкара. В этом театре прошла вся трудовая биография актрисы.
За время работы в театре ею создано около 400 женских образов разных возрастов и характеров. В 1934 году в театре ставят спектакль «Хряк». Молодая актриса Анна Котельникова играет жену кулака Фёклу. Подлинной зрелости талант Анны Котельниковой достигает в сороковые и пятидесятые годы. В эти годы она создает много интересных актёрских работ. Это Мирандолина («Хозяйка гостиницы» К. Гольдони), Катерина («Гроза» А. Н. Островского), Ирина («Огненный мост» Б. С. Ромашова), Лиза («Горе от ума» А. С. Грибоедова) и другие. Все эти образы объединены одним — активной борьбой за жизнь, за новые идеалы.
В эти годы она занята в таких спектаклях: «Мёртвые души» Н. В. Гоголя, «Гордячка», «Вей, ветерок!», «К морю-океану», «Отелло» Шекспира, «Егор Булычёв и другие» М. Горького, «Дама- невидимка», «Аленький цветочек» С. Т. Аксакова, «Богатырский сказ», «Иркутская история» А. Н. Арбузова. В 1963 году в театре поставлен спектакль «Васса Железнова» М. Горького с Анной Георгиевной в главной роли. В 1975 году А. Г. Котельникова за исполнение данной роли была удостоена диплома второй степени во Всероссийском фестивале драматических и детских театров, посвященном 100-летию со дня рождения А. М. Горького. В 1970-е годы Анна Котельникова играла в спектаклях «Крепкий узел», «Поднятая целина» М. А. Шолохова, «Солдатская вдова», «Бурелом», «Тревога», «Ревизор», «Поздняя любовь» А. Н. Островского, «Брестская крепость».
В 1980-х актриса создала образы в спектаклях «Чти отца своего», «Красная шапочка», «Таланты и поклонники» А. Н. Островского, «Хата с краю», «Моя тёща». Спектакль «Моя тёща» играли четыре сезона и показывали 330 раз.
А. Г. Котельникова работала в театре с 1932 по 1989 годы, она отдала театру 58 лет жизни.
Жизнь актрисы оборвалась 12 июня 2004 года.
Имя коми-пермяцкой актрисы носит средняя общеобразовательная школа в Юсьве.

## Награды и премии
- Государственная премия РСФСР имени К. С. Станиславского (1983) — за исполнение роли Бобылихи в спектакле «Снегурочка» А. Н. Островского
- Народная артистка РСФСР (25.2.1975)
- Заслуженная артистка РСФСР (14.3.1953)
- Почётный гражданин Кудымкара (1988) — за заслуги и в связи с 50-летием города